# Johann Büchel V.
Johann Büchel V. (* 11. Februar 1754 in Münstermaifeld; † 9. September 1842 ebenda) war Tuchmacher, Zunftmeister, Ratsherr, Hochgerichtsschöffe und letzter kurtrierischer Bürgermeister der Stadt Münstermaifeld.

## Leben und Werk
Durch den frühen Tod seines Vaters musste Johann Büchel sein Studium abbrechen und begann eine Handwerkslehre zum Tuchmacher. Tüchtig auf seinem Gebiet, entwickelte er eigene Walk-, Wirk- und Färbemethoden und wurde sehr wohlhabend. Nach der Besetzung Münstermaifelds durch französische Revolutionstruppen ließ er sich mehrfach dazu überreden, das Bürgermeisteramt in Münstermaifeld zu übernehmen. Er streckte Kontributions- und Besatzungskosten mehrfach aus eigener Tasche vor und verlor dadurch sein ganzes Barvermögen. In wirtschaftlich prekärer Lage, musste er selbst Schulden aufnehmen, und sein verbliebener Besitz wurde versteigert. Da keines seiner elf Kinder für ihn bürgen wollte, wurde er sogar ein Jahr im Koblenzer Schuldturm festgehalten. Später wurde er per Gerichtsbeschluss mit einer geringen Summe abgefunden. Seit dieser Zeit setzte er seiner Unterschrift folgenden lateinischen Hexameter in Abkürzungen hinzu: Pro meritis male tractarunt Agamemnona Graeci (deutsch Die Griechen haben dem Agamemnon seine Verdienste schlecht vergolten; frei übersetzt: „Undank ist der Welt Lohn.“)
Als Bürgermeister hatte Büchel Zugang zu vielen Schriften, Urkunden und weiteren schriftlichen Quellen, die er auch dank seiner Lateinkenntnisse auszuwerten verstand. Er verfasste als Polygraph eine für Münstermaifeld überaus wichtige, mehrbändige Chronik, Erbauungsbücher sowie berufskundliche Werke, insgesamt etwa 80 Bücher.